# 조선로동당 제1비서
조선로동당 제1비서는 북한 조선로동당 총비서의 대리인으로, 공식적인 2인자 자리이다.

## 역사
김정일 총비서가 2011년 12월 17일 사망했다.
김정일의 권력을 물려받은 김정은은 2012년 4월 11일 부터 2016년 5월 9일 까지 당 제1비서였다.
'제1비서'라는 직책은 김정은이 지난 2012년 부터 2016년까지 사용한 직함으로, 2012년 당시 김정은은 아버지 김정은(국방위원장)을 '영원한 총비서'로 추대, 자신은 당 '제1비서직'을 신설해 맡았다.
그 이후에는 당 제1비서는 없었다.
2021년 1월, 제8차 당대회에서 당규약을 개정해서, '당 제1비서' 직책이 신설되었다. 북한은 당 규약을 개정하면서 "당 중앙위원회 전원회의는…제1비서, 비서를 선거한다"는 문구와 "제1비서는 총비서의 대리인"이라는 문구를 추가했다. 개정 당규약에서는 제1비서가 김정은의 위임을 받아 각 회의를 주재할 수 있다고 규정했다.
개정 당규약 3장 27항에 당 수반의 위임에 따라 정치국 상무위원회 위원들은 회의를 주재할 수 있다고 규정했다. 조선로동당 중앙위원회 정치국 상무위원회은 김정은을 포함해 5인이다.